# Cobra-focinhuda
Naja annulifera, comumente chamada de cobra-focinhuda, é uma espécie de cobra altamente venenosa encontrada no sul da África.

## Descrição
A Naja annulifera é uma espécie relativamente grande. Adultos medem, em média, entre 1,2 e 1,8 m de comprimento, mas podem atingir até 2,5 metros. A coloração das escamas dorsais varia de amarelada a acinzentada-marrom, marrom-escura ou azul-preta. As escamas ventrais são amarelas com manchas escuras. Uma fase apresentando faixas ocorre em toda a sua área de distribuição, sendo azul-preta com 7 a 11 faixas transversais amarelas a amarelo-acastanhadas, com as faixas mais claras tendo metade da largura das faixas escuras. Essa coloração é mais comum em machos. Na região ventral, apresenta coloração amarela com manchas pretas. Uma faixa escura na garganta está presente, sendo geralmente mais evidente em juvenis.

### Escamação
As escamas no meio do corpo estão dispostas em 19 fileiras (raramente 21), com 175–203 escamas ventrais. Há 51–65 pares de subcaudais, e a escama anal é inteira. Existem 7 (às vezes 8) escamas labiais superiores que não entram em contato com o olho, 8 ou 9 (raramente 10) escamas labiais inferiores, uma pré-ocular (às vezes duas) e duas (às vezes uma ou três) pós-oculares. As escamas temporais são variáveis.

## Distribuição
Esta espécie ocorre no nordeste da África do Sul, sul de Moçambique, leste de Botsuana, Malawi, em todo o Zimbábue e em partes de Essuatíni.

## Habitat e ecologia

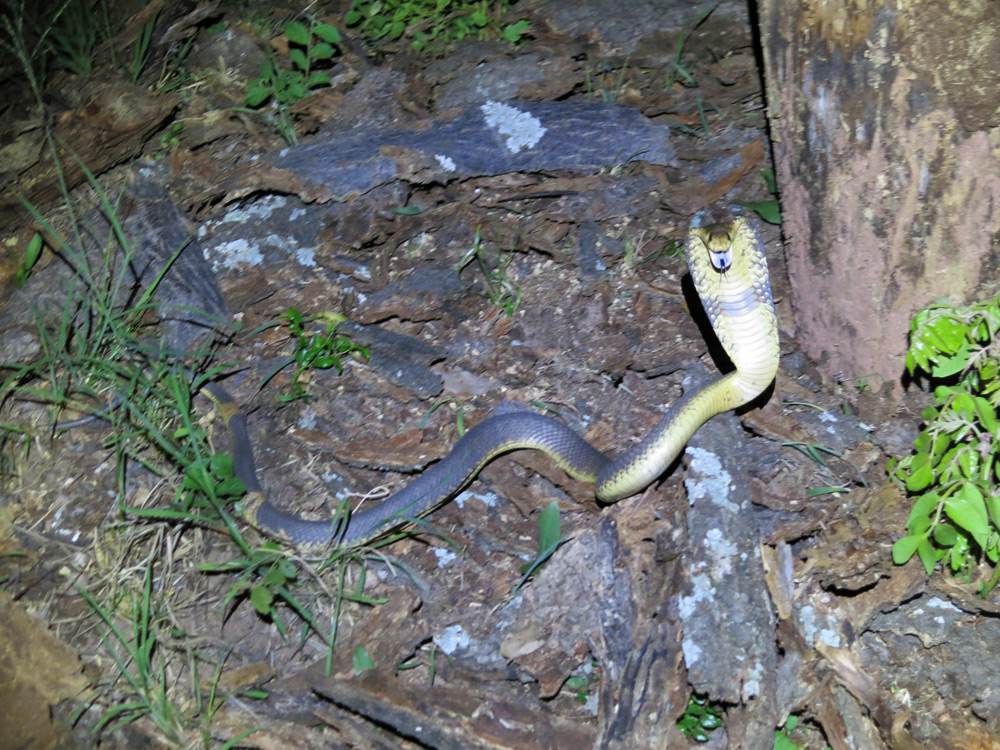
Naja annulifera, observe a boca aberta e a postura defensiva

Naja annulifera habita savanas áridas e úmidas, especialmente em áreas de veld arbustivos e baixos veld. Não é encontrada em florestas. Como uma cobra de grande porte, frequentemente possui uma base fixa ou toca em um cupinzeiro abandonado, onde pode residir por anos se não for perturbada. É uma espécie noturna, forrageando por alimento a partir do entardecer. Durante o dia, gosta de tomar sol próximo à sua toca ou refúgio. Pode ser bastante nervosa e atacará para se defender se ameaçada. Como outras cobras do gênero Naja, quando perturbada, geralmente ergue a parte anterior do corpo, expandindo o capuz e sibilando. Adultos muito grandes podem levantar até 0,5 m do corpo do chão enquanto exibem um capuz amplo e impressionante. Contudo, se houver oportunidade, fugirá para o buraco ou fenda mais próxima. Assim como a Hemachatus haemachatus, pode fingir-se de morta se ameaçada, embora isso seja raro. Alimenta-se de sapos, roedores, aves e seus ovos, além de lagartos e outras cobras, especialmente Bitis arietans. Frequentemente invade galinheiros, podendo se tornar uma praga. É predada por aves de rapina e outras cobras.

## Reprodução
Esta é uma espécie ovípara, pondo entre 8 e 33 ovos no início do verão. Os filhotes medem, em média, entre 22 e 34 cm de comprimento.

## Taxonomia
Anteriormente, era considerada uma subespécie da cobra-egípcia (Naja haje), assim como a Naja anchietae. Esta última já foi considerada uma subespécie da Naja annulifera antes de ser reconhecida como uma espécie distinta.

## Veneno
É uma espécie altamente venenosa com veneno neurotóxico. O valor de LD50 intravenoso é de 1,98 mg/kg. Uma mordida pode afetar a respiração e, se não tratada, pode causar insuficiência respiratória e morte. Os sintomas iniciais incluem dor e inchaço local, que podem resultar em bolhas. Geralmente, as vítimas são mordidas na perna, sobretudo à noite.